# NGC 2326
NGC 2326 هي مجرة تتبع كوكبة الوشق. اكتشفها ويليام هيرشل في 9 فبراير 1788.

## روابط خارجية
- NGC 2326 على موقع ويكي سكاي: DSS2, SDSS, GALEX, IRAS, Hydrogen α, X-Ray, Astrophoto, Sky Map, Articles and images